# Les Dissonances
Les Dissonances è un'orchestra europea di musica classica creata nel 2004 dal violinista francese David Grimal. Riunisce musicisti francesi ed europei: solisti internazionali, musicisti di orchestre internazionali prestigiosi e giovani musicisti.
Les Dissonances ha sede all'Opera di Digione da 2008.

## Presentazione
Il collettivo artistico è stato creato all'iniziativa di David Grimal nel 2004.
L'orchestra interpreta opere del repertorio sinfonico senza direttore d'orchestra. A geometria variabile, dispone di una grande libertà d'interpretazione.
Il suo repertorio comprende opere del repertorio classico (Mozart, Beethoven, Schubert, Brahms, Vivaldi) e si estende fino al repertorio moderno e contemporaneo (Schoenberg, Dutilleux, Ligeti...).
Il quartetto Les Dissonances è composto da David Grimal (violino), Hans Peter Hofmann (violino), David Gaillard (viola), Xavier Phillips (violoncello).
Les Dissonances lavora anche su dei progetti educativi come concerti educativi, prove pubbliche e dei Laboratori di violino nelle scuole (P'titssonances - Picoli dissonances), per sensibilizzare e fare scoprire ai più giovani la musica classica.

## L'Autre Saison
L'Autre Saison (l'altra stagione) è una stagione artistica per i senzatetto alla chiesa Église Saint-Leu a Parigi. Una volta al mese, Les Dissonances invitano degli artisti di ogni orizzonte (musicisti, cantanti, ballerini, narratori, attori) ad esibirsi gratuitamente in favore delle persone in situazione di precarietà. La totalità degli incassi dei concerti è donata all'associazione "Les Margéniaux" che accompagna e finanzia dei progetti di emergenza o di medio termine .

## Sede e sostegno
Les Dissonances è sostenuta dal Ministero della Cultura e della Comunicazione francese. Il collettivo artistico è membro della FEVIS (federazione francese dei gruppi musicali ed vocali), ed ha sede all'opera di Digione dal 2008, e si esibisce regolarmente alla Cité de la musique a Parigi, al Volcan a Havre ed a l'Onde a Vélizy.

## Discografia
- Concerto per violino e Sinfonia n.4 de Brahms, Dissonances Records, 2014
- Sinfonia n.5 di Beethoven, Aparté, 2011
- Le quattro stagioni di Vivaldi e di Piazzolla, Aparté, 2011
- Concerto per violino et Sinfonia n.7 di Beethoven, Aparté, 2010
- Metamorfosi di Schoenberg e Strauss, Naïve, 2007